# ابدالقایا سوهل
ابدالقایا سوهل (به فرانسوی: Abdelghaya Souahel) در مراکش با جمعیت ۲۴٬۰۱۳ نفر است که در taza-al hoceima-taounate واقع شده‌است.